# قلعة شالة
قصبة شالة موقع أثري بالقرب من الرباط. بنيت في القرن السادس قبل الميلاد. وقد شهدت هذه المدينة سنة 40 م تحولا جديدا تحت الحكم الروماني حيث حدث تغيير في مكوناتها الحضارية بإنشاء الساحة العمومية والحمامات والمعبد الرئيسي وتحصينها بحائط متوسط امتد من الساحل الأطلسي إلى حدود وادي عكراش.